# Средин, Василий Дмитриевич
Васи́лий Дми́триевич Сре́дин (24 августа 1948 — 8 января 2002) — российский дипломат. Заместитель министра иностранных дел Российской Федерации (1999—2001), специальный представитель Президента России по Ближнему Востоку (1999—2002).

## Биография
Родился 24 августа 1948 года. В 1972 году окончил Московский государственный институт международных отношений МИД СССР.
- В 1972—1983 годах — работал в посольствах СССР в Камеруне и США.
- В 1983—1989 годах — второй секретарь, первый секретарь, советник, заведующий сектором Отдела США и Канады МИД СССР.
- В 1989—1990 годах — заведующий отделом, заместитель начальника Управления США и Канады МИД СССР.
- В 1990—1996 годах — советник-посланник посольства СССР, затем России в Канаде.
- В 1996—1997 годах — заместитель директора Департамента Северной Америки МИД РФ.
- В 1997—1998 годах — директор Департамента Северной Америки МИД России.
- С 30 октября 1998 по 17 октября 2001 года — статс-секретарь — заместитель министра иностранных дел России[1][2].
- С 5 октября 1999 по 8 января 2002 года — специальный представитель президента Российской Федерации по ближневосточному урегулированию[3].
- С ноября 1999 по 2000 год — представитель Российской Федерации в Исполнительном Совете ЮНЕСКО. Неоднократно возглавлял делегации России на сессиях Исполсовета ЮНЕСКО, переговорах по ближневосточному урегулированию.

Скоропостижно скончался 8 января 2002 года в Москве. 

## Семья
Был женат на Срединой Ольге Валентиновне (род. 1951). Имеет сына Дмитрия (род. 1976), дочь Елену ( род. 1980), трёх внучек — Анастасию (род. 2000), Марию (род. 2002), Стефанию (род. 2013) и троих внуков — Василия (род. 2004), Артура (род. 2015) и Богдана (род. 2018).

## Дипломатический ранг
- Чрезвычайный и полномочный посланник 1 класса (1 октября 1993)[5]
- Чрезвычайный и полномочный посол (17 апреля 1998)[6]